# Kill la Kill
Kill la Kill (яп. キルラキル Киру ра Киру, неоф. рус. «Убей или умри») — аниме-сериал студии Trigger, а также манга в жанре сэйнэн, иллюстрированная Рё Акидзуки. Kill la Kill является первым собственным и оригинальным аниме-проектом компании Trigger, созданным под руководством Хироюки Имаиси, а сценарий к нему написан Кадзуки Накасимой, вместе с которым они ранее работали над созданием «Гуррен-Лаганна». Премьера аниме состоялась 3 октября 2013 года на канале MBS. Компания Aniplex of America лицензировала данное аниме для одновременной передачи по телевидению и выпуска для домашнего просмотра. Манга-адаптация, иллюстрированная Рё Акидзуки, начала публикацию в журнале сэйнэн-манги Young Ace, выпускаемого издательской компанией Kadokawa Shoten, 4 октября 2013 года, после премьерного показа первой серии аниме.

## Обзор

### Подробности
Kill la Kill является первым аниме-телесериалом студии Trigger, которая была создана в 2011 году двумя бывшими сотрудниками студии GAINAX, Масахико Оцукой и Хироюки Имаиси. Впервые это аниме было упомянуто в феврале 2013 года в журнале Newtype.
Кадзуки Накасима и Хироюки Имаиси вместе создавали концепцию серий (Накасима как сценарист, а Имаиси в качестве режиссёра). Они оба работали над «Гуррен-Лаганном», а также Сигэто Кояма, дизайнер персонажей, Тоёнори Ямада, оператор, и Дзюнъити Уэмацу в качестве монтажёра серий. Таким образом собралось много знакомых людей, работавших ранее вместе для создания нового аниме.
Первая трансляция состоялась 3 октября на канале MBS в Кансае, затем на TBS в Токио (регион Канто) и на CBC в Нагое с 5 октября, и на BS-TBS с 6 октября по спутниковому телевидению по всей стране.
Уже до премьеры сериал был лицензирован компанией Aniplex of America для одновременного вещания вместе с субтитрами на английском языке и в то же время для выхода на видеоплатформе daisuki.net по всему миру (за исключением Австралии, Новой Зеландии, Великобритании, Ирландии, Франции и некоторых франкоговорящих и азиатских стран) с субтитрами на английском, итальянском, испанском, португальском и немецком языках. В Северной Америке права приобретены компаниями Crunchyroll и Hulu, в Австралии и Новой Зеландии — Madman Entertainment, а для франкоязычных стран серии лицензированы компанией Wakanim, которые транслировались одновременно с Японией, а также субтитры на немецком языке на daisuki.net (из-за разных часовых поясов) были частью сублицензирования компании Peppermint Anime. Таким образом, данное аниме набрало популярность ещё до выхода первой серии.

### Сюжет
Рюко Матой — девушка, путешествующая вместе с гигантской половиной ножниц в качестве оружия, похожей на алый меч, для того, чтобы найти обладателя другой половины ножниц, того человека, который убил её отца, Иссина Матой. Рюко поступает в академию Хоннодзи (яп. 本能字学園 Хонно:дзи Гакуэн), в старшую школу, которая живёт и существует в страхе. Эта академия находится в Токийском заливе, в постапокалиптической Японии. Правит этой школой студенческий совет во главе с президентом Сацуки Кирюин. Эти люди обладают необычной униформой, которая известна как «униформа Гоку» (яп. 極制服 гокусэйфуку, букв. «высококачественная униформа» от «гокусэй» + «сэйфуку»), которая способна раздавить любого на своём пути. Сторонники Сацуки — «элитная четвёрка» (яп. 四天王 ситэнно) академии Хоннодзи, обладающие трёхзвёздной униформой Гоку. После поражения от рук Сацуки, которая что-то знает о ножницах и связана с убийством отца Матой, Рюко падает в подвал, где находит странную школьную униформу-матроску. Рюко назвала эту форму «Сэнкэцу»; форма умеет двигаться и разговаривать, а также наделяет Рюко необычными способностями, когда та её «надевает». После «объединения» с Сэнкэцу, Рюко возвращается в академию, чтобы отомстить Сацуки, которая использует униформу в своих целях, и студенческому совету, который держит в страхе всю академию. Используя способности Сэнкэцу, Рюко противостоит Сацуки и её приспешникам, чтобы освободить академию Хоннодзи и выяснить правду о своём отце.

## Персонажи

### Основные персонажи
- Рюко Матой (яп. 纏 流子 Матой Рю:ко, англ. Ryuko Matoi)

Основные персонажи: Сацуки Кирюин, Рюко Матой, Сэнкэцу, Мако Манкансёку, Айкуро Микисуги, Удзу Санагэяма, Хока Инумута, Ира Гамагори и Нонон Дзякудзурэ

Семнадцатилетняя девушка, а также путешествующая по миру ученица, которая вместо оружия использует «половину» алых гигантских ножниц. Рюко переводится в академию Хоннодзи для того, чтобы найти убийцу своего отца, вероятно обладающего второй половиной этих ножниц. Собственной силы Рюко оказалось недостаточно, чтобы бороться против студенческого совета, и поэтому она объединяется вместе с Сэнкэцу, необычной униформой, которую Рюко случайно нашла, провалившись в подвал своего дома. Оружие Рюко способно уничтожать униформу Гоку, поэтому Рюко — враг студенческого совета, который использует эту униформу для улучшения способностей. После начала событий Рюко поселяется в доме семьи Манкансёку, которые рады её присутствию. Младшая сестра Сацуки, считавшаяся погибшей во младенчестве из-за неудачного эксперимента с вживлением в тело нитей жизни. В отличие от Сацуки считается «удачным результатом» эксперимента Рагё, так как её организм частично состоит из тканевых нитей, что позволяет так удачно взаимодействовать с Сэнкэцу.
Сэйю: Ами Косимидзу
- Сэнкэцу (яп. 鮮血 букв. «Алая (свежая) кровь», англ. Senketsu)

Живая школьная униформа-матроска, которая насильно объединилась с Рюко. На самом деле имя этой униформе — Камуи (яп. 神衣 букв. «одежда Бога»). Несмотря на то, что это неодушевлённый предмет, Камуи сам по себе может передвигаться, совершать некоторые действия, а также разговаривать. Умеет оценивать состояние носителя вплоть до мельчайших деталей и психического состояния, совершая некий анализ. Голос Камуи слышит только Рюко. Камуи на 100 % состоит из жизненных нитей, которые содержатся в униформе Гоку в концентрации от 10-30 %. У Сэнкэцу есть способность превращаться в металлическую форму, обеспечивая своему носителю огромную силу, хотя на первый взгляд так не кажется. «Боевой вид», который принимает Сэнкэцу на Рюко, смущает её из-за своей откровенности. Имя «Сэнкэцу» дала этой униформе сама Рюко, из-за того, что он выпил крови и «проснулся», попросив ещё. Камуи обеспечивает своему владельцу богоподобную способность в обмен на кровь носителя. Защищал Рюко собой, когда ей угрожал Цумугу. В боях против «элитной четвёрки» Сэнкэцу открывает в себе новые способности, например к полёту, обнаружению и даже отражению звука. Долгое время Сэнкэцу считался более слабым и несовершенным по сравнению с Камуи, по позже выясняется, что он является совершенной формой тканей жизни, так как единственный обладает разумом и может бесконечно эволюционировать. Развиваться ему позволяют нити «живого волокна», которые он поглощает каждый раз, когда Рюко уничтожает очередную гоку-форму. В 24 серии, во время действия Камуи Рагё, когда он понимает что его слышит Сацуки, он своим телом пронзает Рагё, тем самым убирая поле Абсолютного подчинения. Он осознаёт что он может свободно развиваться, он имеет собственную волю. После финальной битвы с Рагё, осознаёт, что не справится с новой силой, и решает сжечь себя, падая из космоса с Рюко.
Сэйю: Тосихико Сэки
- Сацуки Кирюин (яп. 鬼龍院 皐月 Кирю:ин Сацуки, англ. Satsuki Kiryuin)

Восемнадцатилетняя девушка, президент студенческого совета, который управляет и держит в страхе всю академию Хоннодзи. Беспощадна и высокомерна, на всех смотрит свысока, придерживаясь в начале философии своей матери: что все люди — глупый скот, который должен управляться одеждой. Несмотря на то, что в школе есть директор и прочие учителя, правит школой именно студенческий совет во главе с Сацуки, потому что её мать — председатель совета директоров академии, Рагё Кирюин. Сацуки держит академию в ежовых рукавицах благодаря своей силе, которая кроется в униформе. Именно она оценивает способности студентов и распределяет униформы среди своих подчинённых. В качестве оружия использует чёрную катану, Бакудзан (яп. 缚斩). Обладает униформой Камуй, как и Рюко. Хотя она быстро учится правильно владеть ею, Сацуки очень тяжело носить Камуй длительное время, который поглощает много крови и силы у неё, также Сацуки не может длительное время воспользоваться всеми возможностями своего костюма, как Рюко. Имя Камуи — Дзюнкэцу (яп. 純潔 букв. «чистота», непорочность), и сам Камуи белого цвета. С матерью всегда была в официальных отношениях, никогда не делилась своими переживаниями с ней, и виделась с ней нечасто. Согласно 18 серии основала академию Хоннодзи для того, чтобы не дать своей матери захватить власть над миром при помощи нитей жизни. Согласно той же серии, старшая сестра Рюко Матой, однако является «неудачным экспериментом» Рагё, так как не унаследовала нити жизни от матери, являясь обыкновенным человеком. Из-за этого Сацуки не способна создать симбиотические отношения с костюмом, как Рюко, и не может долго его носить, так как быстро истощается. После того, как узнаёт, что Рюко является её сестрой, начинает благосклонно к ней относится и становится верным спутником по борьбе против матери.
Сэйю: Рёка Юдзуки
- Мако Манкансёку (яп. 満艦飾 マコ Манкансёку Мако, англ. Mako Mankanshoku)

Учится во втором классе старшей школы, в академии Хоннодзи. Повстречалась с Рюко за пределами академии, в городе. Позже они встретились в самой академии, когда учитель представлял Рюко классу как новую ученицу. Мако сразу же привязалась к Рюко и предложила сесть рядом с собой, за соседней партой. Любит поспать и поесть на уроках, хотя на вид она прилежная ученица. Мако немного глупа, не слишком задумывается о серьёзности ситуаций, но добра, приветлива, разговорчива и жизнерадостна. Мако живёт с родителями и младшим братом в трущобах, но, несмотря на это, семья Манкансёку счастлива. Мако готова защитить Рюко и оправдать любые её действия, поощряя её. Её действия немного непонятны, она теряется в опасных ситуациях, но тем не менее, своими действиями завоевала уважение элитной четвёрки. Мако никогда не покидает Рюко, считая, что самое безопасное место именно рядом с ней. « Лучше всех в академии умеет слышать то, что хочет»
Сэйю: Ая Судзаки

### «Элитная четвёрка»
- Ира Гамагори (яп. 蟇郡 苛 Гамаго:ри Ира, англ. Ira Gamagoori)

«Жаба»
Председатель комитета по общественной нравственности, дисциплинарного комитета. Прислуживает Сацуки, которой поклялся в верности, и делает всё, чтобы ничего её не беспокоило. Ире 20 лет, но, несмотря на то, что он давно окончил школу, он вступает в академию Хоннодзи, чтобы помочь осуществиться планам Сацуки. Его униформа имеет три звезды — «одеяния пут» (яп. 縛の装 сибари но со:), которая при трансформации принимает форму перевязочных бандажей. По завершении атак противника в состоянии мазохиста, форма проходит вторую трансформацию — «одеяния плетей» (яп. 死縛の装 сибаки но со:), которое охватывает тело колючими кнутами. Очень жестоко относится к ученикам, особенно если они нарушают правила академии, значительно позже начинает относиться нежно и бережно к Мако, переживать за неё и всячески защищать.
Сэйю: Тэцу Инада
- Удзу Санагэяма (яп. 猿投山 渦 Санагэяма Удзу, англ. Uzu Sanageyama)

«Обезьяна»
Председатель комитета по спортивным кружкам, включая теннисный и боксёрский клубы. Удзу специализируется в кэндо и обладает трёхзвёздочной униформой Гоку — «одеяния мечей» (яп. 剣の装 цуруги но со:), которая принимает форму огромного бронированного богу (защитное снаряжение в кэндо). Изначально обладает тэнгацу (яп. 天眼通 ясновидение), что позволяет Удзу предвидеть движения противника благодаря быстрому просмотру и острому зрению. Однако, после неудачного сражения с Рюко, он решает зашить свои глаза, что даёт возможность усиливать другие чувства и ощущения, что впоследствии даёт ему более мощную способность — сингацу (яп. 心眼通 власть ока сознания). Эта способность позволяет воспринимать всё вокруг без задействования слепого пятна, что превышает возможности униформы Гоку. В конце «раскрывает» глаза, что позволяет ему использовать в бою и зрение, делая его ещё сильнее. В боях Удзу всё больше раскрывает способности сингацу и ускоряет свои атаки с получением обновлённой униформы.
Сэйю: Нобуюки Хияма
- Хока Инумута (яп. 犬牟田 宝火 Инумута Хо:ка, англ. Houka Inumuta)

«Собака»
Председатель комитета информационного и стратегического клубов, генерал разведки. Всегда старается добиться наилучшего результата, затратив на это минимум усилий. Отвечает за информацию в академии Хоннодзи, помогает студенческому совету, анализируя информацию через свои приборы. Также Хока отвечает за анализ формы Гоку, сделанной в швейном клубе, и следит за процессом тестирования формы. Обладает трёхзвёздочной униформой Гоку — «одеяния анализа (зонда)» (яп. 探の装 сагуру но со:), что позволяет ему быстро рассчитать траекторию атаки и использовать оптический камуфляж, чтобы скрыться от своих противников. Способен победить ученика в пятизвёздочной форме гоку, находя слабые места. До прихода в академию был обычным хакером, который смог взломать сайт Revocs.
Сэйю: Хироюки Ёсино
- Нонон Дзякудзурэ (яп. 蛇崩 乃音 Дзякудзурэ Нонон, англ. Nonon Jakuzure)

«Змея»
Председатель комитета по «неспортивным» культурным кружкам, включая кружок садоводства и кружок биологии. Среди членов «элитной четвёрки» она была с Сацуки вместе с детского сада и утверждает, что поэтому знает её лучше всех. Обладает трёхзвёздочной униформой Гоку — «одеяния музыки (симфонии)» (яп. 奏の装 канадэ но со:), и принимает форму огромной звуковой системы, которая производит мощные звуковые волны и может трансформироваться в летающий дирижабль. Нонон грубо себя ведёт с другими, однако довольно неуравновешенна, когда дело доходит до обсуждения её личности.
Сэйю: Маюми Синтани

### «Нудистский пляж»
- Айкуро Микисуги (яп. 美木杉 愛九郎 Микисуги Айкуро:, англ. Aikuro Mikisugi)

Классный учитель Рюко, на первый взгляд кажется безразличным к происходящему. Позже оказывается, что учитель — лишь его прикрытие. Тайно наблюдает за Рюко, именно он помог её встрече с Сэнкэцу. Наедине с Рюко склонен к эксгибиционизму и безуспешно пытается соблазнить её, медленно снимая одежду и пододвигаясь к ней всё ближе. Но несмотря на свои странные привычки, готов помочь Рюко, если она попадёт в плохую ситуацию. Чаще всего наблюдает за событиями из окна своего класса. Состоит в организации «Nudist Beach» (яп. ヌーディスト・ビーチ ну:дисуто б:ити), о которой поведал Рюко, но она не поверила этому из-за смешного названия. Партнёр Айкуро — Цумугу, они часто работают в команде.
Сэйю: Синъитиро Мики
- Цумугу Кинагасэ (яп. 黄長瀬 紬 Кинагасэ Цумугу, англ. Tsumugu Kinagase)

Знакомый Айкуро, также как и он состоит в организации «Nudist Beach». Ненавидит Камуи, потому что он меняет человека не в лучшую сторону, и борется с помощью специальных игл, способных разъединять связь между живыми волокнами униформы Гоку или Камуи и их владельцами. Он любит говорить фразу «позволь мне сказать тебе две вещи» (яп. 2つ、いいことを教えてやる футацу, ий кото о осиэтэяру). Его сестра, Кинуэ (яп. 絹江) погибла при эксперименте с живыми волокнами, поэтому он не хочет допустить, чтобы такое повторилось ещё с кем-то.
Сэйю: Кацуюки Кониси
- Иссин Матой (яп. 纏 一身 Иссин Матой, англ. Isshin Matoi) / Сойтиро Кирюин (яп. 鬼龍院 総一郎 Кирю:ин Со:йтиро:, англ. Soichiro Kiryuin)

Отец Рюко, который создал Камуи Сэнкэцу и ножницы, которые могли резать жизненные нити. Был убит Харимэ, которая украла фиолетовую половину ножниц, оставив красную Рюко. Иссин всегда много времени проводил за работой, поэтому мало проводил времени с Рюко. Основал «Nudist Beach», организацию, которая противостоит корпорации Revocs. Позже выясняется, что на самом деле он муж Рагё и отец Сацуки Кирюин, Соитиро Кирюин. Он подделал свою смерть от взрыва и поменял имя, чтобы вырастить свою дочь, Рюко, а также противостоять жестоким планам Рагё Кирюин.
Сэйю: Кинрю Аримото

### Корпорация Revocs
- Рагё Кирюин (яп. 鬼龍院 羅暁 Кирю:ин Рагё:, англ. Ragyo Kiryuin)

Мать Сацуки и Рюко, главный антагонист сериала. Является генеральным директором корпорации Revocs (яп. REVOCS（リボックス）コーポレーション рибоккусу ко:порэ:сён), гигантской корпорации, которая производит и поставляет более 90 % одежды по всему миру. Личность Рагё даёт представление о её изяществе и силе: когда она появляется на выступлении, на неё светит множество прожекторов, помимо того, что свет исходит от её волос, которые сами по себе радужного цвета. На спине имеет несколько шрамов появившихся, согласно 18 серии, из-за вживления в тело исходных нитей жизни. Также, как и Сацуки, смотрит на всех людей свысока. Отношение других людей к Рагё даёт понять, что она влиятельная и высокомерная личность. Имеет склонность к инцесту и насилию.
Сэйю: Роми Паку
- Нуи Харимэ (яп. 針目 縫 Харимэ Нуй, англ. Nui Harime)

Главный кутюрье семьи Кирюин, сила которого вызывает опасения даже у Сацуки. Харимэ является той, кто убила отца Рюко, Иссина, и забрала с собой вторую половину ножниц, которая окрашена в фиолетовый цвет. Иссин, защищаясь, повредил глаз Харимэ, из-за чего она лишилась его и ходит с повязкой на глазу. Обладает способностью находить живые нити, вшитые в униформу, которые являются основной структурой униформы Гоку, и, с помощью манипуляций ногтями, резать эту нить, впоследствии лишая противника его униформы. Также у неё есть способность искусно манипулировать собственными клонами. Полноценно рождена из живых нитей, из-за чего считается неуязвимой и неспособной к использованию силы Камуи.
Сэйю: Юкари Тамура
- Рэй Хоомару (яп. 鳳凰丸 礼 Хо:о:мару Рэй, англ. Rei Hooumaru)

Офицер корпорации Revocs и личный секретарь Рагё Кирюин.
Сэйю: Аюми Фудзимура

### Семья Манкансёку
- Матаро Манкансёку (яп. 満艦飾 又郎 Манкансёку Матаро:, англ. Mataro Mankanshoku)

Младший брат Мако, который страдает хронической клептоманией и любит красть вещи у прохожих, отвлекая их.
Сэйю: Аюми Фудзимура
- Барадзо Манкансёку (яп. 満艦飾 薔薇蔵 Манкансёку Барадзо:, англ. Barazo Mankanshoku)

Отец Мако, который руководит сомнительной клиникой, но получается, что он на самом деле убил больше людей, чем спас.
Сэйю: Кэнъю Хориути
- Сукуё Манкансёку (яп. 満艦飾 好代 Манкансёку Сукуё, англ. Sukuyo Mankanshoku)

Мать Мако, является домохозяйкой. Любит готовить еду, которая выглядит ужасно и сделана из чего-то непонятного, но её ест вся семья.
Сэйю: Юкари Фукуи
- Гатс (яп. ガッツ Гатцу, англ. Guts)

Собака семьи Манкансёку, порода — мопс.

## Список серий
| 01 | Если бы у меня только были шипы как у чертополоха «Адзами но готоку тогэ арэба» (あざみのごとく棘あれば) | 3 октября 2013 года  |
| В школу, название которой — академия Хоннодзи, где студенты живут в страхе перед студенческим советом, который использует мощную униформу с необычными способностями, которая также известна как «униформа Гоку», переводится девушка, имя которой — Рюко Матой. Сразу после перевода Рюко сближается со своей одноклассницей, Мако Манкансёку. Рюко решает расправиться с президентом студенческого совета, Сацуки Кирюин, для выявления владельца гигантской «половины» лезвия ножниц. Сацуки сразу же попадает под подозрение Рюко из-за реакции на слова о «ножницах», и Рюко решает атаковать, ведь тот, у кого вторая половина ножниц — убийца её отца. Тем не менее, Сацуки не подпустила к себе Рюко и ей пришлось сражаться с Такахару Фукуродой, который отлично владеет боксом и его униформа Гоку имеет две звезды (из возможных трёх). Рюко терпит поражение и уходит с «поля боя», собираясь вернуться позже и отомстить. Рюко поддаётся эмоциям и сетует на поражение. В этот момент она неожиданно проваливается в какой-то подвал, старую комнату, находящуюся под домом Матой, где Рюко находит странную школьную «униформу-матроску», которая может двигаться и разговаривать. Эта форма — Камуй Сэнкэцу, которая заставляет Рюко надеть её на себя. Надев эту школьную униформу, Рюко на следующий день отправляется в академию для того, чтобы «ответить» за своё недопустимое поражение. На этот раз Рюко смогла одолеть Фукуроду благодаря необычной силе своей новой униформы, которая сделана из стали, разбивая на куски «боксёрские перчатки» Фукуроды. На вопросы Сацуки после боя Рюко говорит, что эта униформа — память о её отце, который погиб от руки владельца «ножниц», «половина» которых служит оружием в руках Рюко. | |                      |
| 02 | Так сексуально, что я вот-вот упаду в обморок «Кидзэцу суру ходо наямасий» (気絶するほど悩ましい)        | 10 октября 2013 года |
| В связи с долгим использованием униформы, которая потребляет кровь, Рюко была вынуждена отступить: из-за анемии она упала в обморок и в конечном итоге попала на попечение в семью Мако. Между тем, теннисный клуб строит планы о том, как академия Хоннодзи захватит весь мир. Ночью Рюко вспоминает, как она нашла униформу и назвала её Сэнкэцу, униформу, которую была создана её же отцом, Иссином Матой. На следующий день Рюко встречает на пороге школы главу теннисного кружка, Омико Хакодатэ, которая избивает её теннисными шарами вместе с Мако, которой полагается наказание за противоречие правилам школы. Рюко хочет активировать свою униформу, но это ей не удаётся. Вскоре Рюко просыпается в незнакомом месте, а рядом с ней был её классный руководитель, Айкуро Микисуги, который раздел её и уложил под одеяло, повесив униформу на вешалку рядом с Рюко. Айкуро объясняет Рюко про свойства её униформы и про то, что на самом деле «Сэнкэцу» является формой Камуй, которая потребляет кровь для того, чтобы давать силу владельцу. Также Микисуги даёт Рюко «кровавую перчатку», чтобы помочь ей снабжать кровь для пробуждения Сэнкэцу. После этого, когда прозвенел сигнал к началу второй половины уроков, Рюко идёт обратно в академию и попадается на глаза Омико. Рюко хотела отомстить в бою, но пришлось играть по правилам теннисного кружка — сыграть в теннис на теннисном корте. После неудачного начала и очевидных преимуществ у другой стороны, Рюко даёт отпор, используя своё оружие, ножницы, обматывая ручку ножниц нитью, чтобы она была похожа на теннисную ракетку. После этого Рюко разрезает униформу Гоку Омико и выигрывает матч. После боя Сацуки предстаёт перед Рюко и бросает ей вызов, чтобы именно в бою с ней Рюко смогла узнать ответы на давно интересующие её вопросы. Камуй сообщает Рюко, что ей осталось всего две минуты или она снова потеряет сознание от анемии. Выдержав одну атаку меча Сацуки, Сэнкэцу выпускает пар и помогает Рюко сбежать вместе с Мако, пообещав, что «всё решится в следующий раз». | |                      |
| 03 | Дзюнкэцу «Дзюнкэцу» (純潔)                                                                               | 17 октября 2013 года |
| Айкуро рассказывает Рюко о «жизненных волокнах», которыми обладает униформа Гоку. Сама униформа состоит из малого количества таких волокон (не более 30%: 1 звезда — 10%, 2 звезды — 20% и 3 звезды — максимальные — 30% соответственно), поэтому обладает небольшими уникальными свойствами, а Камуй же весь сделан из таких «жизненных волокон», что объясняет огромную силу. Айкуро продолжает объяснять, что Иссин поручил ему отдать Сэнкэцу Рюко после его смерти. Между тем, Сацуки, которая разочарована тем, что Рюко носит Камуй перед ней, находит Камуй по имени Дзюнкэцу, который был опечатан и загерметизирован семьёй Кирюин. На следующий день Сацуки противостоит Рюко вместе с Дзюнкэцу и его подавляющей силой, не беспокоясь и не проявляя каких-либо эмоций по поводу того, что этот костюм слишком откровенен и мало прикрывает тело. Выслушав советы Мако о том, что Рюко не должна стесняться своего вида и должна быть готова к тому, чтобы быть совершенно голой, Матой приходит к пониманию истинной природы Камуя и использует его на полную мощность, что позволяет бороться на равных с Сацуки. Сэнкэцу объяснил, что он поглощает меньше крови, когда Рюко «открыта», не подвержена стрессу из-за вызывающего вида и принимает его. После продолжительного боя, Рюко вспоминает, что Сацуки говорила, что она ответит на все вопросы в бою, сама Сацуки не обращает внимания на это, говоря то, что она выполнит это обещание после того, как Матой одержит победу над всеми студентами, якобы чтобы Рюко была достойна боя с Сацуки. Кирюин не собирается обращать внимание на Рюко, пока она не выполнит это задание и не сразится с каждым в академии Хоннодзи. | |                      |
| 04 | Рассвет несчастного утра «Тотэмо фуко: на аса га кита» (とても不幸な朝が来た)                            | 24 октября 2013 года |
| В то время как мать Мако решает постирать Сэнкэцу, Рюко сталкивается с так называемым «днём без опозданий», школьным событием, когда ученики обязаны преодолеть полосу труднейших препятствий, чтобы успеть в академию на урок. Если же опоздаешь — исключат из академии без права на повторное принятие. В худшем случае можно умереть во время прохождения ловушек. Пока семья Манкансёку пытается доставить Сэнкэцу Рюко на машине, Рюко и Мако уже отправились в путь, подобрав раненую ученицу, Майко Огурэ. Пройдя половину пути, они замечают бронированный автобус, проезд на котором не разрешён «беззвёздным». Спустя время, Рюко, Мако и Майко доезжают до академии с пятнадцатиминутным запасом. Мако говорит, что чувствует, будто столкнулась с воздухом. Оказалось, что это был макет школы, ловушка, которую подстроила Майко, член дисциплинарного комитета. Майко хочет свергнуть Сацуки благодаря Сэнкэцу, которого намеревается забрать у Рюко. Гатс доставляет Сэнкэцу Рюко, но его надевает на себя Майко. Камуй не подчиняется новой хозяйке, но когда его одевает Рюко — Сэнкэцу действует. Майко активирует свою последнюю ловушку, которая отправляет одноклассниц обратно, к самому началу пути. Ира отчисляет Огурэ из академии за предательство. Тем не менее, Рюко не сдаётся и собирается сесть в кабину скоростного фуникулёра: её не остановило даже то, что он не доступен «беззвёздным». Рюко выкидывает всех из кабины, и они вместе с Мако отправляются наверх. Когда Мако сообщает, что у них осталось меньше 30 секунд, Рюко обрезает провода ножницами и кабина летит прямо в их класс, что позволяет им успеть отметиться как присутствующим на уроке. | |                      |
| 05 | Гвоздезабивной пистолет (курок) «Дзю:цумэ (хикиганэ)» (銃爪（ヒキガネ）)                                 | 31 октября 2013 года |
| Неизвестный ранее, таинственный снайпер по имени Цумугу Кинагасэ, который пытается напасть на Рюко, обладает необычным оружием в виде специальных игл, которые могут оказывать и лечебное действие. При попытке совершить покушение на Матой, Цумугу останавливает клуб садоводства, который ему удалось быстро победить. После встречи с кружком биологии, Рюко подвергается нападению Цумугу, который настоятельно заставляет её раздеться. Это требование было прервано Айкуро, поэтому Цумугу был вынужден отступить. Позже, в ту же ночь, Айкуро и Цумугу встречаются, после чего Кинагасэ объясняет, что Камуй может оказать Рюко большую угрозу, поэтому он вынужден его отнять у неё. Айкуро же говорит, чтобы он не трогал Матой. На следующий день Рюко готова противостоять Цумугу и использует превращение Камуя Сэнкэцу. Кинагасэ нападает на Рюко, используя специальные игры, которые истощают энергию униформ Гоку и Камуя, в то время как они подвергаются нападению нескольких клубов. Вместе с уничтоженными клубами, Рюко была загнана в угол вместе с Сэнкэцу, которого пытается отнять Цумугу. Камуй Сэнкэцу пытается защитить Рюко, Кинагасэ же утверждает, что таким образом Сэнкэцу хочет спасти лишь себя, а не Рюко. В это время Мако защищает Рюко и Сэнкэцу, возвращая его хозяйке. После чего Цумугу понимает, что связь между Камуем и Рюко крепкая, и Сэнкэцу дважды пытался защитить Рюко у него на глазах, их застаёт одна из «элитной четвёрки», Нонон Дзякудзурэ, но им удаётся сбежать от неё. | |                      |
| 06 | Не издевайся надо мной под настроение «Кибунсидай дэ сэмэнай дэ» (気分次第で責めないで)                  | 7 ноября 2013 года   |
| Узнав об отношениях Айкуро с Цумугу, Рюко пытается узнать у Айкуро больше информации, но данные не могут разглашаться за пределами его собственной организации, название которой — «Nudist Beach». Тем временем Санагэяма Удзу получает разрешение от Сацуки для борьбы с Рюко. На следующий день Удзу предстаёт перед Рюко в своей трёхзвёздочной униформе Гоку — «одеяния клинков». Он имеет огромное преимущество, заключающееся в быстром зрении, способность — тэнгацу, которая позволяет просчитать движения Рюко. Однако, Рюко удаётся найти слабое место. Используя часть своего Камуя, она блокирует видение Удзу и побеждает его, уничтожая живое волокно униформы. Удзу не желает сдаваться, приняв поражение болезненно, он решает зашить свои глаза, снова бросая вызов Рюко. В этот раз Санагэяма использует другие чувства, которые развивал на протяжении времени, приобретя способность сингацу. Удзу подавляет Рюко, предсказывая её шаги, что заставляет её сбежать: в самый решающий момент униформа Удзу перегревается из-за мощного использования, давая Рюко возможность скрыться. | |                      |
| 07 | Неудачник, которого я не могу ненавидеть «Никуми кирэнай рокудэнаси» (憎みきれないろくでなし)            | 14 ноября 2013 года  |
| Услышав про то, что множество студентов начинают создавать свои собственные кружки для того, чтобы получить звёздочную униформу Гоку, таким образом улучшив условия жизни и выбраться из трущоб, Рюко решает создать собственный кружок — «бойцовский клуб», назначив ответственной Мако, чтобы она обрабатывала документы и встречи. Рюко улучшает репутацию клуба побеждая президентов других клубов, благодаря чему Мако удаётся повыситься до однозвёздочной униформы Гоку, что позволяет семье Манкансёку переехать в квартиру с намного лучшими жилищными условиями. После этого Мако решает улучшить состояние семьи, получая более роскошный образ жизни, радуясь счастью своей семьи. Однако после этого Мако начинает более серьёзно относиться к делам клуба, как президент, предаваясь богатству, из-за чего Рюко чувствует себя одинокой, ведь семья всё меньше и меньше проводит время вместе, даже за столом. После этого Рюко уходит из «бойцовского клуба», а Сацуки даёт Мако двухзвёздочную униформу Гоку, утверждая, что она обязана победить Рюко в бою, чтобы продолжить содержать свою семью в роскоши. Рюко не отражает атаки Мако и не борется с ней. Семья Манкансёку болеет на турнире за Мако. В один момент Мако осознаёт ситуацию и решает расформировать «бойцовский клуб», а также вернуться к жизни в трущобах, отказавшись от роскоши и денег. План Сацуки провалился, но она показывает, что использовала Рюко для очистки академии от слабых клубов. Сацуки собирается перестроить студенческий совет путём проведения всеобщих выборов. | |                      |
| 08 | Я сам вытру свои слёзы «Орэ но намида ва орэ га фуку» (俺の涙は俺が拭く)                                 | 21 ноября 2013 года  |
| Сацуки объявляет о новой избирательной системе Хоннодзи, где ученики должны выжить в недельном бое друг против друга, чтобы выделиться среди других и получить униформу Гоку. Это действие Сацуки приводит состояние академии в чрезвычайное положение. В это время Рюко посвящает Мако некоторые обстоятельства смерти её отца, тем самым укрепляя их доверие друг другу. Не найдя никаких подсказок в подвале, где она обнаружила Сэнкэцу, Рюко вместе с Мако отправляется домой. По дороге обратно у скутера кончается газ, и им приходится идти пешком. Их встречает Гамагори, спустя некоторое время, на своей машине, недавно получивший права. Ира предлагает поехать Рюко и Мако с ним до автозаправочной станции. По пути на них нападают автомобильный и страйкбольный кружки, которые целятся в трёхзвёздочную униформу Иры. Вспоминая о своей встрече с Сацуки, Ира «развязывает» униформу, используя мазохистские наклонности, уничтожая своих противников. Спустя неделю жестокие выборы заканчиваются, и победителями стали лишь «элитная четвёрка» и Рюко. Сацуки объявляет о продолжении выборов, оглашая, что Рюко обязана победить каждого из «элитной четвёрки». В обмен на победу Рюко Сацуки пообещала, что расскажет о тайне убийства её отца. Первый бой выпадает тому, кто меньше всего обезвредил участников, им становится Ира. | |                      |
| 09 | Шанс выпадает только раз «Тянсу ва итидо» (チャンスは一度)                                               | 28 ноября 2013 года  |
| Пока Рюко ожидает боя с Ирой, Айкуро просит её отказаться от участия в матче, предупредив, что она ещё не готова к сражению с «элитной четвёркой». Несмотря на уговоры Айкуро, Рюко решает участвовать в бою. Вскоре сражение начинается, и Ира активирует свою униформу. После некоторых раздумий о стратегии, Рюко решает атаковать, заставляя Иру активировать форму на полную мощность. Живая нить скрыта в броне, поэтому Рюко не может лишить противника всей формы, как она это делала раньше. Ира атакует Рюко с помощью плетей, не давая подойти ей к нему. Это вынуждает Рюко преобразовать боевого Сэнкэцу в обычную форму, к чему Ира и призывал её, чтобы она стала обычной ученицей. Всё это было лишь частью плана Сэнкэцу. Ира захватывает Рюко плетьми к себе, заметив то, что она не сражается. Попав в центр униформы, Рюко синхронизируется с Сэнкэцу, разрушая форму Иры. За мгновение до этого Сацуки замечает это, поражаясь глупому действию Иры. Поражение Иры приводит к продвижению Рюко, следующий её соперник — Хока Инумута. | |                      |
| 10 | Я хочу узнать тебя получше «Аната о мотто сиритакутэ» (あなたを・もっと・知りたくて)                     | 5 декабря 2013 года  |
| В начале боя с Рюко Хока активирует свою трёхзвёздочную униформу, которая может анализировать боевые способности Рюко и предсказывать её движения. Рюко старается противостоять этому, борясь без стратегии, из-за чего Хока использует свойство униформы, делая себя невидимым. Рюко прибегает к новой стратегии: она преобразовывает часть Сэнкэцу в огромное полотно и, становясь на краю поля, накрывает арену, из-за чего Хока оказывается не в состоянии уклониться от неё. Не желая терять важные данные, которые он собрал во время боя с Сэнкэцу, Хока проигрывает матч досрочно, отказываясь от боя. Сацуки одобряет это действие. Следующий противник — Нонон Дзякудзурэ. Поначалу бой выглядел как обычно: Нонон использует свою форму, чтобы звуками подавить Рюко, но, терпя поражение, она повышает ранг униформы. На огромном дирижабле, который является одним из свойств униформы, Нонон взлетает в воздух, атакуя оттуда Рюко и симфониями, и «выстрелами» мелодий, разрушая поле для боя. Не желая сдаваться, Рюко просит Сэнкэцу вновь придумать что-нибудь полезное в этом бою. В итоге Сэнкэцу преобразовывается, позволяя Рюко взлететь вверх, позволяя сражаться противникам на равных. Айкуро замечает очень быстрое преобразование Сэнкэцу в различные формы, рассказывая об этому Цумугу, упоминая о «плохом сценарии». В течение серии показываются некоторые подробности детства Нонон и Сацуки, взлёт в небо Рюко приводит Нонон в ярость, ведь это место для неё является особенным. | |                      |
| 11 | Я не твоя милая девушка «Каваий онна то ёбанай дэ» (可愛い女と呼ばないで)                                | 12 декабря 2013 года |
| Бой Нонон и Рюко продолжается. Рюко пытается использовать возможность полёта и направляется прямо к Сацуки, но Нонон яростно противостоит ей до тех пор, пока Рюко не разрушает её дирижабль. Нонон вновь активирует свою униформу, подавляя Рюко и Сэнкэцу различными симфониями. Некоторые симфонии способны расторгать связь Рюко и Сэнкэцу, Сэнкэцу попросту не может слышать голос Рюко. В тот момент, когда связь была почти расторгнута, Рюко концентрируется на слабом голосе Сэнкэцу, заставляя его слышать только её саму. В этот момент Сэнкэцу начинает всё отчётливее слышать Рюко, несмотря на звуковые волны. Сэнкэцу принимает форму звукового улавливателя, позволяя улавливать звуковые волны Нонон, резонируя и преобразовывая их в чистый тон. Затем, когда Рюко накопила достаточно звуковых тонов, Сэнкэцу выступает в роли звукового подавителя, позволяя отразить звук Нонон к ней самой, но только уже чистый. Благодаря этому Нонон терпит поражение. Тем временем Цумугу приносит Айкуро своеобразную пулю, которую он будет вынужден использовать для Рюко в том случае, если возникнет необходимость. Следующий противник — Удзу Санагэяма. Начать бой им помешала таинственная девушка, встрявшая между ними. Сацуки узнаёт эту девушку, Харимэ Нуй, главного кутюрье фирмы её матери, Рагё, Revocs Corporation. Удзу хочет уже начать бой, пытаясь нейтрализовать девушку, но она одним движением пальца находит живую нить в трёхзвёздочной униформе Удзу и обрезает её зубцами на тыльной стороне ногтя. Разрыв живого волокна уничтожает униформу. Сацуки не разрешает начать бой. Харимэ Нуй вытаскивает фиолетовый клинок, похожий на половину ножниц Рюко, утверждая, что именно она является убийцей её отца, Иссина Матой. Рюко замечает в руках Нуй половину ножниц, курок на перчатке Рюко выпадает, Матой полна ярости. | |                      |
| 12 | Сплюнь свою печаль прочь «Канасими ни цуба о какэро» (悲しみにつばをかけろ)                              | 19 декабря 2013 года |
| Рюко, пылая от ярости, нападает на Харимэ, вспоминая о жестокой смерти его отца и о половине ножниц, которые должны быть у убийцы. Ярость Рюко плохо влияет на синхронизацию с Сэнкэцу, кровь становится горячей. В бою Рюко теряет рассудок, что приводит Сэнкэцу в чудовищную форму, имеющую ужасный вид. Внутри Сэнкэцу живые нити спутались между собой. Рюко истекает кровью, Мако боится, что она может умереть от анемии. В это время Цумугу пытается отвлечь Нуй, чтобы Айкуро смог использовать пулю. Сацуки надевает свой Камуй, чтобы обезвредить Рюко. Мако же старается воздействовать на сознание Матой, чтобы привести её в сознание. Мако спасает жизнь Рюко, возвращая её к нормальному состоянию. Сацуки не пришлось действовать, однако она возмущена вмешательству Нуй, оглашая ей запрет на пребывание на территории академии. Спустя несколько дней Рюко приходит в себя после сражения, отправляясь на встречу с Сацуки. Сацуки поведала Рюко, что она была той, кто приказала забрать ножницы, разрезающие живые нити, у Иссина. После этого Сацуки говорит, что эти бои на арене позволили усовершенствовать униформу Гоку, чтобы противостоять любой школе, которая осмелиться выступить против них. | |                      |
| 13 | Без ума от тебя «Кими ни барабара... тойу кандзи» (君に薔薇薔薇…という感じ)                              | 9 января 2014 года   |
| Сацуки готовит академию к рейду в Осаку, Киото и Кобэ, выдавая ученикам новую усовершенствованную униформу Гоку, созданную на основе боёв с Рюко на арене. В это время Рюко приходит в себя после тяжёлого боя, не в состоянии надеть Сэнкэцу снова, чувствуя свою глубокую вину перед ним за потерю рассудка. Рюко сталкивается с бывшим членом газетного клуба, имя которого — Синдзиро Нагита. Этот ученик умоляет Рюко надеть свою униформу, чтобы вновь противостоять Сацуки, но Рюко отказывается. На следующий день Мако забирают в рейд по префектурам за то, что она распространяла подпольные газеты Синдзиро. Рюко, воодушевлённая Сэнкэцу, вновь решает надеть его и отправиться в бой, тем самым спасти Синдзиро от учеников, которые, якобы, били его. Вскоре открывается страшная правда: Синдзюро на самом деле переодетая Нуй Харимэ, которая искусно управляла куклами-учениками словно марионетками. Всё это Нуй задумала для того, чтобы выманить Рюко и заставить её надеть Камуй. Не в состоянии сражаться с ней, боясь вновь потерять контроль, Рюко не хочет преобразовывать Сэнкэцу в боевую форму. Рюко терпит поражение, а Нуй изрезает Сэнкэцу половиной ножниц. Рюко падает без сознания в одном нижнем белье. Сацуки замечает Нуй, заставляя её отступить. Все обрезки от Сэнкэцу Сацуки решила распределить между учениками в качестве усилителя для униформ Гоку в поездке. | |                      |
| 14 | Несись словно ветер «Исогэ кадзэ но ё: ни» (急げ風のように)                                              | 16 января 2014 года  |
| Рюко приходит в себя в убежище у Айкуро. От Сэнкэцу осталась лишь одна частичка, похожая на глаз. Айкуро сказал, что осталась лишь эта часть благодаря тому, что Рюко крепко сжимала её в руке. Узнав, что случилось с другими частями Сэнкэцу, Рюко отправляется в Кансай, где уже начался рейд Сацуки. «Элитная четвёрка» уже сражается с основными школами трёх городов, но Рюко прерывает каждого из них, отрезая у учеников частички Сэнкэцу с униформ Гоку, которые пришиты для усиления свойств формы. После этого Рюко отправляется в Осаку, чтобы воссоединиться с Мако. Все части матроски Сэнкэцу собраны, но для воссоединения с Рюко нужна перчатка, которая играет заключительную часть. Эта перчатка надета на руку Сацуки. | |                      |
| 15 | Не останавливай меня «До:нимо томаранай» (どうにもとまらない)                                            | 23 января 2014 года  |
| Сацуки противостоит денежному боссу Осаки, Канэо Такараде, который борется против неё используя Дотомбори Робо. Бой был прерван появлением «элитной четвёрки», пришедшей из Киото и Кобэ. Удзу получает свою новую трёхзвёздочную униформу первым и готовится к бою с Канэо. Благодаря своей новой силе Удзу побеждает денежного босса. Сацуки задаётся вопросом о той силе, с помощью которой Канэо смог противостоять униформе Гоку. В этот момент на мотоцикле врывается Матой вместе с Мако. Рюко собирается отобрать перчатку у Сацуки и отомстить за то, что она разрушила целый город в своих целях. На поддержку Рюко приходит команда «Nudist Beach», которая сражается против «элитной четвёрки». Рюко понимает, что одним мечом Сацуки не победить, поэтому использует свою кожу в качестве замены перчатки и синхронизируется с Сэнкэцу. Благодаря этому Матой смогла вырвать перчатку. Рюко вырывает меч Сацуки, потому что её клинок Сацуки отбросила в бою. Несмотря на это, Дзюнкэцу образовывает нож из самого Камуя, что ставит обеих девушек в тупик. Бой закончился ничьей, Рюко принудила Сацуки отогнать войска, «Nudist Beach» потерпел сильные потери. После того, как войска Сацуки отходят, Айкуро соглашается рассказать Рюко всё, что она должна знать. | |                      |
| 16 | Девушка больше не может терпеть «Онна ва сорэ о гаман дэкинай» (女はそれを我慢できない)                  | 30 января 2014 года  |
| Сацуки возвращается обратно в свой особняк, чтобы отойти от боя с Рюко. Впечатлённая мастерством обращения своей дочери с Дзюнкэцу, Рагё показывает Сацуки некую тайную комнату в их особняке, содержащая в себе множество живых волокон. В этой камере паразитическая особь производит новые волокна, питаясь человечеством. Рагё предлагает провести Сацуки школьный фестиваль, чтобы в конечном итоге распространить живые волокна по всему миру. В это время Айкуро и Цумугу ведут Рюко и Мако к их тайной подземной базе. Там Айкуро разъясняет, что живые волокна были тем, что повело человечество на путь эволюции, что заставило человека разумного пробудить в себе инстинкт к ношению одежды. Далее Айкуро объясняет, что Иссин, основавший «Nudist Beach», создал Сэнкэцу для Рюко, чтобы та могла носить его и противостоять Кирюин, когда та достигнет совершеннолетия, она будет иметь высокую устойчивость к живым волокнам. Рюко возмущена тем, что «Nudist Beach» видит в Сэнкэцу лишь чуть более, чем оружие. Матой снимает с себя Сэнкэцу. Цумугу считает, что после этого Матой не имеет никакой ценности для них, и собирается убить Рюко и Сэнкэцу. | |                      |
| 17 | Ответь мне, почему «Надзэ ни омаэ ва» (何故にお前は)                                                     | 6 февраля 2014 года  |
| Цумугу и Рюко агрессивно настроены, но Мако разряжает обстановку, и Сэнкэцу приводит в спокойствие саму Рюко. Айкуро объясняет озлобленность Цумугу, ведь его сестра, Кинуэ, погибла при эксперименте с живыми волокнами. Микисуги сказал, что в основе Сэнкэцу находятся частицы ДНК Рюко, поэтому только она может носить его и слышать. В это время академия Хоннодзи готовится к началу большого спортивного фестиваля, который включает в себя празднование приезда Рагё Кирюин в школу. Сацуки упомянула, что стадион назван в её честь. Узнав, что всё это лишь мишура, которая прикроет окончательный эксперимент, в котором все люди в академии Хоннодзи будут принесены в жертву ради живых волокон, Рюко, Мако, Айкуро и Цумугу отправляются туда, пытаясь успеть к началу церемонии. Хока передаёт Кирюин, что всё идёт по их плану, Айкуро увидел происходящее по камерам, которые он расставил в академии. Церемония объявилась открытой, и все готовы к появлению Рагё. Все гости были одеты в праздничные костюмы, которые предоставила им сама академия. Рагё приветствует всех, после чего начинает эксперимент, нажимая на кнопку. Все, кто был в праздничных костюмах академии Хоннодзи, превратились в коконы из живых нитей. Спастись смог лишь один Матаро из семьи Манкансёку, который продал дорогой праздничный костюм перед началом церемонии и нанёс на своё тело краску, имитирующую его. Рюко и остальные прибыли на церемонию и врываются на сцену. Рагё едва успевает поприветствовать Рюко, как Сацуки втыкает свой меч в неё. Изо рта Рагё хлещет кровь, Сацуки замахивается и закидывает её на крест. Сацуки объявляет, что собирается ниспровергнуть живые волокна, ведь люди живут не ради одежды. Союзники Сацуки, «элитная четвёрка», не смущены ходом своей главы и собираются далее следовать за ней. Харимэ Нуй, наблюдавшая за происходящем, показывает своим видом, что догадывается о смысле происходящего. Сацуки объявила, что академия Хоннодзи была возведена для того, чтобы свергнуть Кирюин Рагё, а не захватить её трон.     | |                      |
| 18 | Спешащая в ночь «Ёру э исогу хито» (夜へ急ぐ人)                                                          | 15 февраля 2014 года |
| После того, как ученики были освобождены из коконов жизненных нитей, «элитная четвёрка» противостоит Харимэ Нуй, а Мако помогает всем эвакуироваться. В это время Сацуки вспоминает, как Рагё использовала её и свою новорождённую дочь в экспериментах с живыми нитями. Сойтиро Кирюин также был в курсе этих экспериментов, но не особо одобрял их. Эксперимент с новорождённой дочерью не удался, поэтому она была больше не нужна Рагё. Несмотря на раны, Рагё быстро восстанавливается и вырывается из ловушки Сацуки, захватывая контроль над учениками благодаря живым нитям, превращая их в свою личную армию. Против этой армии противостоят Айкуро и Цумугу, но Рагё берёт и Рюко под свой контроль, направляя её против Сацуки. Рюко сначала теряет контроль над собой, но затем ударяет саму себя и приходит в сознание. Матой борется против Харимэ, а Сацуки собирается отрубить голову Рагё. Рагё выживает благодаря тому, что её тело пронизано живыми нитями. Затем Рагё забирает Дзюнкэцу у Сацуки и надевает на себя, отбрасывая тело Сацуки. В это время костюмы из живых нитей появляются на небе, которые также известны как «Каверсы». Рагё протыкает рукой тело Рюко и вытаскивает оттуда её сердце. Сердце Рюко пронизано живыми нитями, из-за этого необычного явления Рагё признаёт в Рюко свою новорождённую дочь, которая, как она думала, умерла во время её неудачного эксперимента с живыми нитями. | |                      |
| 19 | Капли дождя всё ещё падают на мою голову «Тадорицуйтара ицумо амэфури» (たどりついたらいつも雨ふり)      | 20 февраля 2014 года |
| «Каверсы» постепенно поглощают граждан, в том числе и Мако, для того чтобы использовать жизненную силу людей для своей активации. Сацуки подрывает академию, из-за чего Рюко получает момент к побегу. Спустя месяц, «Элитная четвёрка» присоединяется к группировке «Нудистский пляж», чтобы противостоять «Каверсам», так как они уже захватили Японию, в то время как Рюко всё ещё в коме после битвы. Сацуки находится в плену у Рагё, которая повесила её в клетке. Рагё объясняет Сацуки, что Сойтиро лишь инсценировал свою смерть от взрыва, после чего скрылся от людских глаз, изменив свою внешность и имя, выдавая себя за Иссина Матой. Он это сделал для того, чтобы спокойно вырастить свою дочь, Рюко, а ещё отомстить Рагё за её жестокие эксперименты над людьми. Сацуки упоминает о неизвестном «Синра Кокэцу», за чем последовало удивление Рагё. «Элитная четвёрка» вновь борется против «Каверсов», а Ира испытывает новое устройство, которое помогло освободить Мако из костюма. Вскоре после этого «Каверсы» образуют разрушительные звуки, из-за чего Рюко пробуждается ото сна и разрушает «Каверсы». Рюко вышла лишь прикрывшись простынёй и не собирается надевать Сэнкэцу, высказывая недовольство к нему, сопровождаемое враждебностью. Рюко высказывается Сэнкэцу, что думает, что она лишь бесчеловечный монстр, из-за чего она не наденет его больше никогда. | |                      |
| 20 | Вдали от обезумевшей толпы «То:ку гунсю: о ханарэтэ» (とおく群衆を離れて)                                | 27 февраля 2014 года |
| Выразив своё возмущение по отношению к Сэнкэцу, Рюко Матой получает послание от Хариме Нуй и Рагё Кирюин, которые приглашают её встретиться с ними в Академии Хоннодзи. Айкуро предупреждает Рюко, что это ловушка, но она рассказывает ему, как сильно устала преследовать его и как она ненавидит его за то, что он не рассказал ей правду об её прошлом. Мако пытается в последний раз заставить Рюко надеть Сэнкэцу, но у неё не выходит. Айкуро пытается следовать за Рюко, чтобы объясниться, но его останавливает Цумугу. Рюко отправляется в Академию Хоннодзи на мотоцикле. Айкуро, Мако и Элитная четвёрка обсуждают, что делать теперь, когда Рюко ушла. Хока Инумута взламывает систему безопасности камер академии, и обнаруживается, что Сацуки Кирюин всё ещё жива и пытается спастись. Айкуро решает использовать последнее оружие «Нудистского Пляжа» - огромный корабль. Тем временем Рюко сражается с Нуй. Выясняется что в тело Нуй тоже вплетены живые нити. Рагё силой одевает на Рюко Дзюнкэцу, с вместе с ложными воспоминаниями. Сацуки присоединяется к «Нудистскому пляжу». Затем Рюко атакует корабль, Сацуки надевает Сэнкэцу и вместе с дают отпор обезумевшей Рюко. | |                      |
| 21 | Неоконченный «Микансэй» (未完成)                                                                         | 6 марта 2014 года    |
| Сацуки Кирюин и Сэнкэцу начинают борьбу с Рюко Матой, чтобы попытаться восстановить её воспоминания, но вскоре они выбиваются из сил. «Элитная четвёрка» вскоре присоединится к битве, отвлекая Рюко, чтобы Ира Гамагори мог использовать его устройство, разработанное Сирой Иори, чтобы попытаться вытащить Рюко из Дзюнкэцу. Тут же появляется Ний и поясняет, что при если силой снять Дзюнкэцу с Рюко, она умрёт. Между тем, Рагё Кирюин использует мощь «Каверсов», чтобы дать метеорам живых нитей способность полёта. Когда Мако Манкансёку пытается разгипнотизировать Рюко. Сацуки удаётся открыть тело Рюко для Мако и Сэнкэцу, чтобы нырнуть внутрь, где им удаётся пробудить истинные воспоминания Рюко, позволяя ей освободиться от Дзюнкэцу. | |                      |
| 22 | Расскажи мне, что ты чувствуешь «Кутибиру ё, ацуку кими о катарэ» (唇よ、熱く君を語れ)                   | 13 марта 2014 года   |
| Сняв Дзюнкецу, Рюко воссоединяется с Сэнкэцу и сражается с Нуй, во время чего Рюко овладевает вторым лезвием ножниц и отрубает руки Нуй. Нуй спасает секретарша Рагё, Рэй Хоомару, в то время как Элитная четверка и Нудистский пляж сражаются с «Каверсами», использованными ею для побега, чтобы вернуть своих союзников и жизненные нити. После этого Сацуки предлагает позволить Рюко ударить её в наказание за манипулирование ею, но Элитная четверка встает на пути её ударов. Понимая, что у Сацуки тоже есть друзья, которые поддерживают её, Рюко принимает извинения своей сестры и соглашается сражаться бок о бок с ней. После празднования примирения Сацуки объясняет план Рагё по передаче сигнала Первичного волокна жизни по всей Земле, поглощая всех людей в массивный кокон из волокон жизни, называемый Сферой кокона Звездного семени, чтобы покрыть планету. Рюко и Сацуки вместе отправляются на встречу с Рагё, в то время как Мако, облаченный в новую форму с двумя звездами, остается с остальными, чтобы защищать корабль от гигантских «Каверсов». | |                      |
| 23 | Имитация золота «Имитэйсён го:рудо» (イミテイション・ゴールド)                                           | 20 марта 2014 года   |
| Рюко и Сацуки прибывают в "Изначальное волокно жизни", чтобы сразиться с Рагё, которая владеет своим собственным набором клинков, которые оказываются устойчивыми к их оружию. Когда Изначальное жизненное волокно атакует корабль, «Элитная четверка» сшила новую трехзвёздочную униформу, чтобы помочь Мако. Во время битвы Рагё рассекает Рюко пополам, но выясняется, что это план, разработанный Рюко, который заставляет Сацуки отвлекать Рагё, пока Рюко не восстановится в океане и не проникнет вовнутрь Жизненного волокна. Мако использует всю свою силу воли, а также поддержку других учеников Академии Хоннодзи, чтобы запустить корабль подобно гигантскому кинжалу, рассекающему Изначальные жизненные волокна. Подстегнула их прибытием, Рюко умудряется вырезать сердцевину Волокна жизни и обрушить его вниз. Нуй заканчивает подготовку к окончательному костюму, Синра-Кокэцу, которое одевает Рагё, используя Рэй в качестве источника энергии для костюма, а Рюко и другие готовятся покончить с Рагё раз и навсегда. | |                      |
| 24 | Минуя бесконечную тьму «Хатэсинаки ями но каната ни» (果てしなき闇の彼方に)                              | 27 марта 2014 года   |
| Рагё использует силу Абсолютного подчинения Синра-Кокэцу, чтобы свести на нет влияние Жизненных сил всех остальных. Затем она возрождает Изначальное жизненное волокно, чтобы объединить с ним всех, но Сэнкэцу, который невосприимчив к способностям Рагё, умудряется выбить Рэй из Синра-Кокэцу и восстановить силу каждого. Это позволяет «Элитной четверке» и «Нудистскому пляжу» уничтожить спутниковую связь, в то время как Рюко и Сацуки наносят критический удар по Рагё. Однако Нуй сливается с Изначальным жизненным волокном и объединяется с Рагё, что позволяет ей отправиться в космос, где она вручную активирует спутник, охватывая мир сферой кокона Звездного семени. Рюко поглощает униформу своих союзников, чтобы сформировать Сэнкэцу-Кисараги и сразиться с Рагё, принимая её атаки, чтобы обеспечить Сэнкэцу силой, необходимой для поглощения Синра-Кокэцу и, наконец, уничтожения всех жизненных волокон. Отказываясь сдаваться, Рагё убивает себя, вырывая и уничтожая свое собственное сердце и предупреждая Рюко, что жизненные силы вернутся. Сэнкэцу использует последние силы, чтобы благополучно вернуть Рюко на Землю, где она воссоединяется со своими друзьями и семьей. Теперь, когда мир волен носить любую одежду, какую захочет, Рюко начинает новую жизнь с Мако и Сацуки через некоторое время после того, как Академия Хоннодзи погружается в море. | |                      |
| OVA | Ещё раз до свидания «Саёнара о мо:итидо» (さよならをもう一度)                                            | 3 сентября 2014 года |
| Через две недели после битвы с Рагё в академии Хоннодзи проводится выпускная церемония, прежде чем Сацуки закрывает её, поскольку она выполнила свою задачу. Церемонию прерывают двойники «Элитной четверки» в униформе и одетый в Дзюнкецу клон Сацуки. В то время как Рюко и настоящая «Элитная четверка» сражаются с двойниками, настоящие Сацуки и Мако находятся в плену у движимой местью Рэй, которая создала клонов. Рэй пытается взять под контроль гигантского робота, созданного из самой Академии Хоннодзи, но Мако удается ненадолго перехватить его, подбадривает Рюко и Элитную четверку победить клонов. Рей сбивает Рюко с ног, но она слышит голос Сэнкэцу и получает Раздирающие ножницы, умудряясь превратить их в ещё большие лезвия, режим Ножниц «Лезвия выпускников», чтобы окончательно уничтожить робота, в то время «как Сацуки убеждает Рэй сдаться мирно. После этого все прощаются с Академией Хоннодзи, которая опускается на дно моря вместе с Раздирающие Ножницами, в то время как Рюко утешается тем, что Мако знает, что Сенкецу всегда с ней. | |                      |

## Музыка
Открывающую композицию под названием «Sirius» (яп. シリウス сириусу) исполняет Эйр Аой, а закрывающую композицию под названием «Gomen ne, Ii ko ja Irarenai» (яп. ごめんね、いいコじゃいられない。 гомэн нэ, ий ко дзя ирарэнай, Прости меня, я больше не хороший ребёнок), исполняет Мику Савай. Выход обоих синглов состоялся 13 ноября 2013 года. Начиная с 16-й серии опенинг и эндинг изменились: открывающей композицией стала песня «ambiguous» музыкального коллектива GARNiDELiA, а закрывающей композицией — «Shin Sekai Kōkyōgaku» (яп. 新世界交響楽 син сэкай ко:кё:гаку, Новая мировая симфония) в исполнении Sayonara Ponytail.
Композитор — Хироюки Савано. Альбом саундтреков был выпущен 25 декабря 2013 года, и содержит в себе 18 треков, включая и вокальные композиции. Песни исполняются на английском и немецком языках, на фоне трека типографические варианты написания Kill la Kill. CD был также выпущен компанией Aniplex USA 17 января 2014.
| №   | Название                | Музыка                 | Исполнитель             | Длительность |
| --- | ----------------------- | ---------------------- | ----------------------- | ------------ |
| 1.  | «Before my body is dry» | Хироюки Савано, mpi    | Мика Кобаяси            | 4:07         |
| 2.  | «goriLLA蛇L»            | Хироюки Савано         |                         | 4:16         |
| 3.  | «犬Kあ3L»               | Хироюки Савано         |                         | 4:34         |
| 4.  | «Blumenkranz»           | Хироюки Савано, Риэ    | Cyua                    | 4:19         |
| 5.  | «AdラLib»               | Хироюки Савано         |                         | 3:24         |
| 6.  | «鬼龍G@キLL»            | Хироюки Савано         |                         | 4:38         |
| 7.  | «KILL7la切ル»           | Хироюки Савано         |                         | 4:46         |
| 8.  | «Suck your blood»       | Хироюки Савано, mpi    | Бенджамин Андерсон, mpi | 3:40         |
| 9.  | «Kiっ9=KELL»            | Хироюки Савано         |                         | 4:51         |
| 10. | «k1ll◎iLL»              | Хироюки Савано         |                         | 3:08         |
| 11. | «Light your heart up»   | Хироюки Савано, cAnON. | Эйми Блекшлегер         | 3:56         |
| 12. | «昼裸lilL♪»             | Хироюки Савано         |                         | 2:02         |
| 13. | «斬LLLア生LL»           | Хироюки Савано         |                         | 4:25         |
| 14. | «キ龍ha着LL»            | Хироюки Савано         |                         | 4:15         |
| 15. | «I want to know»        | Хироюки Савано, mpi    | Бенджамин Андерсон      | 4:07         |
| 16. | «寝LLna聴9»             | Хироюки Савано         |                         | 7:08         |
| 17. | «Kiる厭KiLL»            | Хироюки Савано         | CASG                    | 5:06         |
| 18. | «Till I Die»            | Хироюки Савано, cAnON. |                         | 4:41         |

## Критика
Kill la Kill получило значительное количество положительных отзывов об анимации, несмотря на наличие «мультяшных» заготовок для боевых сцен и движения персонажей, как упомянуто Робертом Фрейзером на новостном сайте UK Anime Network. Несмотря на некоторые совпадения во мнениях, Карл Кимлингер, рецензент сайта Anime News Network, назвал сериал слишком шаблонным и скучным. Представитель сайта Kotaku Ричард Айзенбайс похвалил произведение за «блестящую смесь комедии и боевика».
Ребекка Сильверман назвала сериал довольно хорошо раскрученным. Она рассказала о подробностях, которые сходу не видны каждому зрителю: неоднократные отсылки к росту нацистской партии, угнетающие трущобы, а также про ученика, повешенного при входе в академию за кражу униформы. Несмотря на эти отсылки, Ребекка упомянула, что визуальный стиль довольно привлекательный, к тому же сериал содержит в себе много юмора. «Вышеупомянутые исторические отсылки были тем фактом, который повлиял на мою низкую оценку. Этот сериал не для меня», — пояснила Ребекка.
Аниме-сериал выиграл множество наград на Newtype Anime Awards 2014, включая первые места за «Лучший дизайн персонажей» (Сусио), «Лучший сценарий» (Кадзуки Накасима), «Лучший звук» и «Лучшая работа». Второе место сериал выиграл в категориях «Лучшая песня» («Sirius»), «Лучший режиссёр» (Хироюки Имаиси) и «Лучшая студия» (Trigger). В категории «Лучший маскот» Сэнкэцу получил третье место, а Гатс — девятое. Рюко Матой и Мако Манкансёку получили второе и третье места в категории «Лучший женский персонаж» соответственно.